# Župni dvor u Radoboju
Župni dvor (Radoboj) je objekt u općini Radoboj zaštićeno kulturno dobro.

## Opis dobra
Katnica župnog dvora, pravokutnog tlocrta, smještena je na uzvisini iznad župne crkve Presvetog Trojstva u Radoboju. Gradnja objekta započela je 1778., a dovršen je tek 1829. g. Koncepcija unutrašnjeg prostora prizemlja i kata je slična, a sastoji se od prostranog predvorja sa stubištem na sjevernoj strani te prostorija duž južne i zapadne strane zgrade. Nekadašnja „palača“ nalazi se na katu. Vanjština kurije najbolje se sačuvala na zapadnoj strani. Predstavlja jednostavan i skladan objekt kasnobaroknih značajki.

## Zaštita
Pod oznakom Z-2492 zavedena je kao nepokretno kulturno dobro - pojedinačno, pravna statusa zaštićena kulturnog dobra, klasificirano kao "sakralno-profana graditeljska baština".